# Alexandre Kireeff
Alexandre Lopes Kireeff (Marília, 30 de setembro de 1966) é um médico veterinário, agropecuarista, empresário e político brasileiro. Foi prefeito de Londrina.

## Biografia
Proveniente de uma família de origem multiétnica, formou-se em medicina veterinária pela Universidade Estadual de Londrina, serviu como presidente da Sociedade Rural do Paraná e foi prefeito da cidade de Londrina entre 2012 e 2016 (PSD) no estado brasileiro do Paraná. Foi eleito com 141027 votos, em disputa acirrada, com cinco candidatos de peso, indo para o segundo turno como azarão e derrotando o líder nas pesquisas Marcelo Belinati (PP). A campanha teve uma criativa jogada de marketing, com o slogan "Diz que é administrador, mas...", em princípio uma chacota do concorrente que virou hit nas redes sociais, com repercussão nacional e centenas de memes enviados pelos eleitores, com os candidatos nas situações mais engraçadas.
Em maio de 2016, anunciou que não disputaria a reeleição para o executivo municipal conforme compromisso assumido antes de ser eleito. Em junho de 2017, anunciou sua filiação ao Podemos, ao lado do senador Alvaro Dias. Em 2019 desfiliou-se, condição em que permanece atualmente.